# Willibad
Willibad, Willebad, o Willihad (mort el 642) fou patrici de Burgúndia en la primera part del segle VII. Willibad podria haver estat un franc o potser un burgundi, un dels últims representants de la noblesa nativa que havia estat sotmesa pels francs el 534.
El centre del poder de Willibad fou Lió, Viena, i Valence. La influència de Willibad a Burgúndia, encara que immens, no era absoluta. Entre els seus enemics estaven els ducs Cramnelè (Chramnelenus) de Bisantio (Besançon), Wandalbert de Chambly, i Amalgar de Dijon. El clan de Waldelenus i els seguidors de sant Columbà també se li oposaven.
Willibad tenia una enemistat de molt de temps amb Flacoald i quan aquest darrer fou nomenat majordom de palau de Borgonya el 639 Flacoald immediatament va començar a intentar destruir a Willibad. En una cort a Chalon, Flacoald va intentar assassinar-lo, però va fallar; va sortir llavors de palau i el va desafiar a un duel però el germà de Flacoald, Amalbert, en va impedir la celebració.
Finalment, Clodoveu II i Flacoald van acordar conjuntament eliminar a Willibad; el rei va celebrar cort prop d'Autun i va convocar a Willibad. Els dos magnats burgundis es van enfrontar en una batalla en la qual Willibad va morir. Flacoald només li va sobreviure onze dies. Segons Fredegari, qui sembla que es va interessar personalment en aquest esdeveniment, l'últim que va enregistrar, els dos foren víctimes del judici diví, perquè havien jurat amistat en llocs sagrats i havien espoliat posteriorment terra per enriquir-se i s'havien fet guerra l'un contra l'altre. Després de la batalla a Autun, la tenda de Willibad havia estat saquejada i la seva riquesa dispersada. Algunes monedes trobades a Buis, a Saona i Loira, han estat adjudicades hipotèticament al seu tresor.